# Turbinaria
Turbinaria is een geslacht van koralen uit de familie van de Dendrophylliidae.

## Soorten
- Turbinaria bifrons Brüggemann, 1877
- Turbinaria conspicua Bernard, 1896
- Turbinaria cyathiformis Blainville, 1830 †
- Turbinaria frondens (Dana, 1846)
- Turbinaria heronensis Wells, 1958
- Turbinaria irregularis Bernard, 1896
- Turbinaria mesenterina (Lamarck, 1816)
- Turbinaria patula (Dana, 1846)
- Turbinaria peltata (Esper, 1794)
- Turbinaria radicalis Bernard, 1896
- Turbinaria reniformis Bernard, 1896
- Turbinaria stellulata (Lamarck, 1816)